# Seznam slovenskih gledališč
Seznam slovenskih gledališč je seznam profesionalnih in polprofesionalnih kulturnih ustanov z uprizoritveno oz. odrsko dejavnostjo.

## Seznam
| Naziv                                                                                       | Fotografija | Mesto               | Leto ustanovitve                              |
| ------------------------------------------------------------------------------------------- | ----------- | ------------------- | --------------------------------------------- |
| Slovensko narodno gledališče Maribor Sektorji: - Drama - Opera in Balet Simfonični orkester |             | Maribor             | 1919 (čas začetka poklicnega delovanja)       |
| Slovensko narodno gledališče Drama Ljubljana                                                |             | Ljubljana           | 1892 (Deželno gledališče v Ljubljani)         |
| Slovensko narodno gledališče Opera in Balet Ljubljana                                       |             | Ljubljana           | 1867                                          |
| Mestno gledališče ljubljansko                                                               |             | Ljubljana           | 1949                                          |
| Slovensko ljudsko gledališče Celje                                                          |             | Celje               | 1950                                          |
| Slovensko narodno gledališče Nova Gorica                                                    |             | Nova Gorica         | 1969                                          |
| Prešernovo gledališče Kranj                                                                 |             | Kranj               | 1945                                          |
| Gledališče Koper (Teatro Capodistria)                                                       |             | Koper               | 2001                                          |
| Slovensko stalno gledališče                                                                 |             | Trst (Italija)      | 1945                                          |
| Slovensko mladinsko gledališče                                                              |             | Ljubljana           | 1955                                          |
| Lutkovno gledališče Ljubljana                                                               |             | Ljubljana           | 1948                                          |
| Lutkovno gledališče Maribor                                                                 |             | Maribor             | 1973                                          |
| Mestno gledališče Ptuj                                                                      |             | Ptuj                | 1786; 192_; profesoinalno 1945-58; 1995; 2003 |
| Šentjakobsko gledališče Ljubljana                                                           |             | Ljubljana           | 1920                                          |
| KUD France Prešeren                                                                         |             | Ljubljana - Trnovo  |                                               |
| Anton Podbevšek Teater                                                                      |             | Novo mesto          | 2005                                          |
| Plesni teater Ljubljana (PTL)                                                               |             | Ljubljana           | 1984                                          |
| Špas teater                                                                                 |             | Mengeš              | 1997                                          |
| Mini teater (lutkovno-gledališki program)                                                   |             | Ljubljana           | 1999                                          |
| SiTiTeater                                                                                  |             | Ljubljana - BTC     |                                               |
| Gledališče Toneta Čufarja, Jesenice                                                         |             | Jesenice            |                                               |
| Rudniško gledališče Idrija                                                                  |             | Idrija              |                                               |
| Gledališče Giuseppe Tartini                                                                 |             | Piran               |                                               |
| Lutkovno gledališče Jože Pengov                                                             |             | Ljubljana, Dravlje  |                                               |
| Gledališče Glej                                                                             |             | Ljubljana           |                                               |
| Loški oder                                                                                  |             | Škofja Loka         |                                               |
| Pionirski teater                                                                            |             | Ljubljana z okolico |                                               |
| Pocket teater                                                                               |             | Ljubljana           |                                               |
| Talija - ustvarjalni laboratorij                                                            |             | Ljubljana z okolico |                                               |
| Vokalno gledališče Carmina Slovenica                                                        |             | Maribor z okolico   |                                               |
| Pocket teater                                                                               |             | Ljubljana           |                                               |
| gledališče Muzeum (Zavod Muzeum)                                                            |             | Ljubljana           |                                               |
| gledališče KD Pekre - Limbuš                                                                |             | Pekre               |                                               |
| KUD Franc Kotar Trzin                                                                       |             | Trzin               |                                               |
| Gledališče Zarja                                                                            |             | Celje               |                                               |
| Letno gledališče Pod goroj                                                                  |             | Ruše                |                                               |
| Gledališče KD Franca Bernika Domžale                                                        |             | Domžale             |                                               |
| Poletno gledališče Studenec                                                                 |             | pri Krtini          |                                               |
| Dom kulture Kamnik                                                                          |             | Kamnik              |                                               |
| KUD Gledališče STEPS                                                                        |             | Izola               |                                               |
| Kosovelov dom - Gledališče                                                                  |             | Sežana              |                                               |
| Delavski dom Trbovlje & Mladinsko gledališče Svoboda                                        |             | Trbovlje            |                                               |
|                                                                                             |             |                     |                                               |